# Cloaca Circi Maximi
De Cloaca Circi Maximi, of Cloaca Circi, was een riool in het oude Rome. 
Dit riool was oorspronkelijk een kleine beek die gevoed door verschillende bronnen vanaf ongeveer de Porta Capena recht door het dal tussen de Palatijn en Aventijn naar de Tiber liep. In dit dal werden volgens de overlevering al direct na de stichting van Rome in de 8e eeuw v.Chr. spelen en paardenrennen gehouden. Gedurende de eeuwen werd hiervoor het Circus Maximus gebouwd. De renbaan werd in twee delen verdeeld door de beek die voor dit doel al was gekanaliseerd en twee bruggen zorgden ervoor dat de paarden tijdens de race de beek konden oversteken. Binnen het circus werd dit kanaal Euripus genoemd en diende het als de spina.
In de tijd van Caesar en Augustus werd het circus sterk vergroot en de omgeving bebouwd. Het kanaal werd toen overdekt en diende verder als riool. De cloaca werd gebouwd naar het model van de Cloaca Maxima en mondde uit stroomopwaarts van de Maxima uit in de Tiber.

## Bron
- Evolution of Water Supply Through the Millennia pp.446 ISBN 9781843395409
- L. Richardson, jr, A New Topographical Dictionary of Ancient Rome, Baltimore - London 1992. pp.84. ISBN 0801843006